# Zołotariwka (rejon siewierodoniecki)
Zołotariwka (ukr. Золотарівка) – wieś na Ukrainie, w obwodzie ługańskim, w rejonie siewierodonieckim. W 2001 liczyła 631 mieszkańców, spośród których 505 posługiwało się językiem ukraińskim, 116 rosyjskim, 2 białoruskim, 1 ormiańskim, 1 polskim, a 6 innymi.